# Lights de Las Vegas
Maillots
Actualités
Dernière mise à jour : 20 août 2025.
Les Lights de Las Vegas (en anglais : Las Vegas Lights), sont une franchise de soccer professionnel basée à Las Vegas, dans l'État du Nevada, fondée en 2017. La franchise évolue en United Soccer League, le deuxième niveau dans la hiérarchie nord-américaine.

## Histoire
Le 20 juillet 2017, Las Vegas devient une nouvelle franchise à compter de la saison 2018,, et son nom n'est révélé qu'en août 2017 quand il est annoncé que la franchise est baptisée Lights de Las Vegas, à la suite d'un processus de vote populaire. Le 13 novembre, le premier entraîneur-chef de l'histoire du club est l'ancien entraîneur du Chivas USA, Chelís.
Pour la première rencontre de l'histoire du club, les Lights affrontent l'Impact de Montréal en amical le 10 février 2018 au Cashman Field. Les Lights s'inclinent 2-0 devant 10 387 spectateurs.

## Palmarès et records

### Bilan par saison
| Saison | Saison régulière | Saison régulière | Saison régulière | Saison régulière | Saison régulière | Saison régulière | Saison régulière | Position | Position | Séries       | US Open Cup    | Affl. moy. saison régulière | Affl. moy. séries éliminat. |
| Saison | M                | V                | N                | D                | BP               | BC               | Pts              | Conf.    | Ligue    | Séries       | US Open Cup    | Affl. moy. saison régulière | Affl. moy. séries éliminat. |
| ------ | ---------------- | ---------------- | ---------------- | ---------------- | ---------------- | ---------------- | ---------------- | -------- | -------- | ------------ | -------------- | --------------------------- | --------------------------- |
| 2018   | 34               | 8                | 7                | 19               | 50               | 74               | 31               | 15e/17   | 28e/33   | Non qualifié | Troisième tour | 6 786                       | N/A                         |
| 2019   | 34               | 11               | 8                | 15               | 46               | 56               | 41               | 13e/18   | 24e/36   | Non qualifié | Troisième tour | 7 711                       | N/A                         |
| 2020   | 16               | 2                | 5                | 9                | 24               | 34               | 11               | 15e/18   | 30e/35   | Non qualifié | Annulée        |                             | N/A                         |
| 2021   | 32               | 6                | 3                | 23               | 41               | 77               | 21               | 15e/15   | 29e/31   | Non qualifié | Annulée        | `                           | N/A                         |

## Stade
Les Lights de Las Vegas jouent leurs rencontres à domicile au Cashman Field, une enceinte de baseball d'une capacité de 9 334 spectateurs, stade des 51s de Las Vegas jusqu'en 2019, qui évoluent au niveau Triple-A en Pacific Coast League.

## Personnalités du club

### Entraîneurs
Le tableau suivant présente la liste des entraîneurs du club depuis 2018.
| Rang | Nom    | Période     |
| ---- | ------ | ----------- |
| 1    | Chelís | depuis 2018 |

## Soutien et image

### Rivalités
Les Lights partagent une rivalité dans l'État contre le Reno 1868 FC.